# Nhóm ngôn ngữ Gbe
Nhóm ngôn ngữ Gbe (phát âm [ɡbè]) là một tập hợp gồm khoảng 20 ngôn ngữ liên quan đến nhau hiện diện trên một khu vực kéo dài từ đông Ghana đến tây Nigeria. Số liệu về tổng số người nói các ngôn ngữ Gbe biến thiên từ bốn đến tám triệu người. Các ngôn ngữ Gbe phổ biến nhất là tiếng Ewe (khoảng 3 triệu người nói tại Ghana và Togo), theo sau là tiếng Fon (khoảng 1,7 triệu, chủ yếu tại Bénin). Nhóm ngôn ngữ Gbe trước đây thường được xem là một phân nhánh của nhóm Kwa, nhưng gần đây hơn lại được chuyển sang nhóm ngôn ngữ Volta–Niger. Nhóm này gồm 5 cụm phương ngữ: Ewe, Fon, Aja, Gen (Mina), và Phla–Pherá.
Đa số các dân tộc Gbe đến từ phía đông của nơi họ cư ngụ hiện nay, với nhiều đợt di cư khác nhau trong thời gian từ thế kỷ X đến XV. Tuy nhiên, một số dân tộc Phla–Pherá được xem là các cư dân bản địa với sự pha trộn từ các tộc Gbe, và người Gen có lẽ bắt nguồn từ người Ga-Adangbe tại Ghana. Vào cuối thế kỷ XVIII, nhiều người nói các ngôn ngữ Gbe bị bắt làm nô lệ và mang đến Tân Thế Giới. Các học giả tin rằng các ngôn ngữ Gbe đã đóng một số vai trò trong sự hình thành các ngôn ngữ creole Caribe, nhất là creole Haiti.
Khoảng năm 1840, các nhà truyền giáo người Đức đã bắt đầu những nghiên cứu ngôn ngữ học với nhóm Gbe. Trong nửa đầu thế kỷ XX, nhà châu Phi học Diedrich Hermann Westermann là một trong những người đóng góp đáng kể nhất về nhóm Gbe. Hệ thống nội phân loại nhóm Gbe đầu tiên được công bố năm 1988 bởi H.B. Capo, theo sau đó là một so sánh âm vị học năm 1991. Các ngôn ngữ Gbe là ngôn ngữ thanh điệu, đơn lập với cấu trúc câu cơ sở là chủ–động–tân.

## Các ngôn ngữ

### Phân bố và người nói
Vùng ngôn ngữ Gbe tiếp giáp với sông Volta tại Ghana về phía tây và sông Weme tại Bénin về phía đông. Biên giới phía bắc vùng này nằm từ khoảng 6-8 kinh độ, phía nam thì giáp với Đại Tây Dương. Xung quanh vùng này chủ yếu là các ngôn ngữ Kwa, trừ phía đông và đông bắc, nơi tiếng Yorùbá được sử dụng. Về phía tây, nhóm Ga–Dangme, tiếng Guang và tiếng Akan được nói. Về phía bắc, nó tiếp giáp với vùng nói tiếng Adele, Aguna, Akpafu, Lolobi, và Yorùbá.
Ước tính tổng số người nói các ngôn ngữ Gbe biến thiên đáng kể. Capo (1988) cho ước tính thấp nhất với bốn triệu, còn Ethnologue (ấn bản thứ 15, 2005) cho là tám triệu. Hai ngôn ngữ Gbe lớn là tiếng Ewe (Ghana và Togo) và tiếng Fon (Bénin và Togo) với lần lượt bốn và ba triệu người nói (gồm cả người nói như ngôn ngữ thứ hai). Tiếng Ewe là ngôn ngữ giáo dục chính thức ở một số trường trung học và đại học ở Ghana và được dùng trong giáo dục không chính thức ở Togo. Ở Bénin, tiếng Aja (740.000 người nói) và tiếng Fon là hai trong sáu ngôn ngữ quốc gia.

### Phân loại
Greenberg, sau Westermann (1952), xếp nhóm Gbe vào nhóm Kwa trong ngữ hệ Niger–Congo. Cấu trúc của nhóm Kwa đã dần dần thay đổi theo thời gian; Roger Blench xếp nhóm Gbe vào nhóm Volta–Niger thay vì Kwa.
Nhóm ngôn ngữ Gbe tạo nên một dãy phương ngữ. Dựa trên nghiên cứu so sánh, Capo (1988) chia nó thành năm cụm, trong đó mỗi cụm bao gồm nhiều phương ngữ/ngôn ngữ thông hiểu lẫn nhau. "Biên giới" giữa các cụm không phải lúc nào cũng rõ ràng. Chúng là:
| Tên        | Tên khác             | Số người nói     | Một số phương ngữ        | Vùng                                                            |
| ---------- | -------------------- | ---------------- | ------------------------ | --------------------------------------------------------------- |
| Ewe        | Vhe, Ɛ̀ʋɛ̀ gbè         | khoảng 3.600.000 | Anlo, Kpando, Ho, Fodome | Hạ Ghana phía đông của sông Volta; tây nam Togo                 |
| Gen        | Gẽ, Mina, Gɛn gbe    | khoảng 400.000   | Gliji, Anexo, Agoi       | Quanh hồ Togo, quanh Anexo                                      |
| Aja        | Aja gbe, Adja        | khoảng 500.000   | Dogbo, Sikpi             | Togo, Bénin; sông đất liền dọc theo sông Mono                   |
| Fon        | Fɔn gbè              | khoảng 1.700.000 | Gun, Kpase, Agbome, Maxi | đông nam Togo, Bénin phía tây của sông Weme và dọc theo bờ biển |
| Phla–Pherá | Fla, Offra, Xwla gbe | khoảng 400.000   | Alada, Toli, Ayizo       | Togo và Bénin dọc theo bờ biển và quanh hồ Ahémé                |

Angela Kluge (2011) đề xuất rằng nhóm Gbe có thể được tách thành ba cụm lớn.
- Gbe Tây (Ewe, Gen, và Gbe tây bắc): Adan, Agoi/Gliji, Agu, Anexo, Aveno, Awlan, Be, Gbin, Gen, Kpelen, Kpési, Togo, Vhlin, Vo, Waci, Wance, Wundi (và Awuna?)
- Gbe Trung: Aja (Dogbo, Hwe, Sikpi, Tado, Tala)
- Gbe Đông (Fon, Phla–Pherá miền đông, và Phla–Pherá miền tây): Agbome, Ajra, Alada, Arohun, Ayizo, Ci, Daxe, Fon, Gbekon, Gbesi, Gbokpa, Gun, Kotafon, Kpase, Maxi, Movolo, Saxwe, Se, Seto, Tofin, Toli, Weme, Xwela, Xwla (đông), Xwla (tây) (và Wudu?)

### Tên gọi
Toàn cụm phương ngữ này từng được gọi là 'Ewe' bởi Westermann, cây bút giàu sức ảnh hưởng nhất về nhóm ngôn ngữ này, người đã dùng thuật ngữ 'tiếng Ewe chuẩn' để chỉ dạng viết của tiếng Ewe. Những cây bút khác đã gọi toàn nhóm Gbe là 'Aja', theo tên thổ ngữ của vùng Aja-Tado tại Bénin. Tuy nhiên, việc dùng tên của chỉ một ngôn ngữ cho toàn nhóm có thể gây khó hiểu. Từ khi thành lập một nhóm chuyên khảo ở West African Languages Congress tại Cotonou năm 1980, cái tên do H. B. Capo gợi ý đã được chấp nhận:  'Gbe', một từ có nghĩa là 'ngôn ngữ/phương ngữ' trong các ngôn ngữ trong nhóm.

## Ngữ âm

### Phụ âm
Dưới đây là các âm vị phụ âm xuất hiện trong các ngôn ngữ Gbe:
|               |           | Môi | Môi- răng | Phiến lưỡi -khe răng | Phiến lưỡi- chân răng | Đầu lưỡi- Sau chân răng | Chân răng -vòm | Vòm    | Vòm     | Ngạc mềm | Ngạc mềm | Lưỡi gà | Lưỡi gà |
| thường        | môi hóa   | Môi | Môi- răng | Phiến lưỡi -khe răng | Phiến lưỡi- chân răng | Đầu lưỡi- Sau chân răng | Chân răng -vòm | thường | môi hóa | thường   | môi hóa  |         |         |
| ------------- | --------- | --- | --------- | -------------------- | --------------------- | ----------------------- | -------------- | ------ | ------- | -------- | -------- | ------- | ------- |
| Mũi           | Mũi       | m   |           |                      | n                     |                         |                | ɲ      |         | ŋ        | ŋʷ       |         |         |
| Tắc / Tắc xát | vô thanh  | p   |           | t                    | ts                    |                         | tʃ             |        |         | k        | k͡p       |         |         |
| Tắc / Tắc xát | hữu thanh | b   |           | d                    | dz                    | ɖ                       | dʒ             |        |         | ɡ        | ɡ͡b       |         |         |
| Xát           | vô thanh  | ɸ   | f         |                      | s                     |                         | ʃ              |        |         |          |          | χ       | χʷ      |
| Xát           | hữu thanh | β   | v         |                      | z                     |                         | ʒ              |        |         |          |          | ʁ       | ʁʷ      |
| Rung          | thường    |     |           |                      |                       | r                       |                |        |         |          |          |         |         |
| Rung          | mũi hóa   |     |           |                      |                       | r̃                       |                |        |         |          |          |         |         |
| Tiếp cận      | thường    |     |           |                      |                       | l                       |                | j      | ɥ       | ɰ        | w        |         |         |
| Tiếp cận      | mũi hóa   |     |           |                      |                       | l̃                       |                | j̃      | ɥ̃       |          | w̃        |         |         |

Chẳng có ngôn ngữ Gbe nào có tất cả 42 âm vị này. Theo Capo (1991), tất cả chúng có 23 âm vị chung sau: b, m, t, d, ɖ, n, k, g, kp, gb, ɲ, f, v, s, z, χ, ʁ, r, r̃, l, l̃, y, w.

### Nguyên âm
Dưới đây là các âm vị nguyên âm xuất hiện trong các ngôn ngữ Gbe:
| Capo 1991:24 | Trước | Giữa  | Sau   |
| ------------ | ----- | ----- | ----- |
| Đóng         | i • ĩ |       | u • ũ |
| Nửa đóng     | e • ẽ |       | o • õ |
|              |       | ə • ə̃ |       |
| Nửa mở       | ɛ • ɛ̃ |       | ɔ • ɔ̃ |
| Mở           |       | a • ã |       |

Các phụ âm /i ĩ u ũ e o ɛ̃ ɔ ɔ̃ a ã/ có mặt trong tất cả ngôn ngữ Gbe.
Sự mũi hóa đóng một vai trò quan trọng trong hệ thống nguyên âm: mỗi nguyên âm tiếng Gbe đều có dạng thường và mũi hóa.